# Michael Habeck
Michael Habeck, né le 23 avril 1944 à Grönenbach (Allemagne) et mort le 4 février 2011 à Munich, est un acteur allemand. Il a participé à bon nombre de productions télévisées comme Tatort, Le Renard ou encore La Mémoire dans la peau aux côtés de Richard Chamberlain. Au cinéma, il est apparu notamment dans Le Nom de la rose où il campe le rôle du moine homosexuel Bérenger D'Arundel.

## Filmographie

### Cinéma
- 1972 : Sie liebten sich einen Sommer (de) : Boris
- 1975 : Carmina Burana : le singe
- 1976 : MitGift : Pförtner
- 1983 : Eisenhans : Habek
- 1985 : Seitensechen : l'homme du bus
- 1986 : Le Nom de la rose : Bérenger D'Arundel
- 1989 : Lichtschlag : Erdmann
- 1992 : Die Schwache Stunde
- 1992 : Wir Enkelkinder : Ober
- 1993 : Texas, Dr. Snyder tient le monde en haleine : Buckliger
- 1995 : Die Sturzflieger : Nelson Lee
- 2001 : Himmlische Helden : Palkowic
- 2008 : Ossi's Eleven : Opa Friedrich Preiss

### Télévision
- 1965 : Cigalon : Chalumeau
- 1965 : Der heimliche Teilhaber : Arthur
- 1967 : Gammlerballade : Karl-Heinz
- 1968 : Die Bremer Stadtmusikanten : Räuber Blitz
- 1969 : Christoph Kolumbus oder die Entdeckung Amerikas : Dicky
- 1971 : Der Selbstmörder
- 1971-1973 : Der Kommissar : rôles divers (2 épisodes)
- 1972 : Friß, Pappi, friß! : Tom Craddock
- 1973 : Blitzlicht : Pequignot
- 1973 : Lokaltermin : Geselle Josef Grashuber
- 1973 : Macbett
- 1973 : Rappelkiste : Oswin
- 1974-2005 : Tatort : rôles divers (4 épisodes)
- 1974 : Münchner Greschichten : Einsteiner (épisode Glückstach)
- 1974 : Goldfüchse : Furzender Soldat
- 1974 : Telerop 2009 - Es ist noch was zu retten : Heli Einstein (épisode Fortschritt verboten)
- 1974 : Macbeth : Lennox
- 1975 : Das feuerrote spielmobil : Gastwirt (épisode Das blaue Licht)
- 1975 : Eine ganz gewöhnliche Geschichte
- 1977-1978 : Der Anwalt : rôles divers (2 épisodes)
- 1979 : Der ganz normale Wahnsinn : Anlageberater Schmeichinger (épisode Zehntes Kapitel)
- 1980 : Fast wia im richtigen Leben : Herbert Schwalbe (épisode 1/3)
- 1981 : Silas : Der Müller
- 1982 : Das heiße Herz : Tommy
- 1982 : Blut und Ehre : Jugend unter Hitler
- 1982 : Warum hast du so traurige auden : Hans Otto
- 1983 : Martin Luther : Johann Tetzel
- 1983 : Der Andro-Jäger : Vergrößerter dicker Junge (épisode Klein bleibt klein)
- 1984 : Der Besuch : Clayton
- 1985 : Anderland
- 1986 : Un cas pour deux : rôles divers (2 épisodes)
- 1987 : Der Elegante Hund
- 1988 : La Mémoire dans la peau : le gros homme
- 1988 : La Grande Évasion 2 (The Great Escape II: The Untold Story) de Paul Wendkos et Jud Taylor : Harnburg
- 1988 : La Clinique de la Forêt-Noire : Tonne (épisode Eine Starke Frau)
- 1988 : Das zweite Leben Joseph Haydns : Koch
- 1989 : Euroflics : Hoppe (épisode Der Schwur)
- 1990 : Hotel Paradies : Skatspieler (épisode Familienkrieg)
- 1991 : Unter Kollegen
- 1993 : Le Roi des derniers jours : Tusendschur
- 1995 : Contre vents et marées : Eugen Ramsmeier (épisode Der Surfcup)
- 1995 : Balko : Dr Otto Blumenfeld (épisode 'Krieg der Sterne)
- 1995 : Der Räuber mit der sanften Hand : Teil
- 1996 : Das glückliche leben des Günter Kastenfrosch : le narrateur
- 1997 : Der Fahnder
- 1997 : Lexx : Feppo (épisode Giga Shadow)
- 1997-2000 : Alerte Cobra : rôles divers (2 épisodes)
- 1997-2005 : Der Bulle von Tölz : rôles divers (2 épisodes)
- 1997 : Große Freiheit : Herbert Sassmann (épisode Ein Killer kehrt heim)
- 1998 : En quête de preuves : Rechtsanwalt Leuschner (épisode Le Monstre)
- 1999 : Klemperer - Ein Leben in Deutschland : le moniteur d'auto-école (épisode Küss mich in der Kurve)
- 1999 : Jeux de massacre
- 2000 : Geisterjäger John Sinclair : Zwerg (épisode Das Horrorkabinett)
- 2000 : Die Traumprinzen : Alois Brugger
- 2001 : Lukas : Peter Semmel (épisode Oh, mein Papa)
- 2001 : Anwalt Abel
- 2001 : Eine Hochzeit und (k)ein Todesfall : le capitaine
- 2002 : Utta Daniella : Dr Mosner (épisode Die Hochzeit auf dem lande)
- 2002 : Le Templier : Mönch
- 2002 : Auch Engel wollen nur das Eine : Oberengel Weiß
- 2003 : Der Ermittler : Horst Klose (épisode Absender unbekannt)
- 2003 : Mädchen Nr. 1 : Gärtner Herr Haidlinger
- 2003 : Weihnachtsmann über Bord!
- 2004 : Die Rosenheim-Cops : Jakob Schätzlein (épisode Zoff im Kuhstall)
- 2004 : Ein Gauner Gottes : Abt
- 2004 : Lindenstraße : Herr Bayar (2 épisodes)
- 2005 : Une famille en Bavière : Herr Kärcher (épisode Moritz)
- 2005 : Zwei am großen See : Oberstraatsanwalt (épisode Die Eröffnung)
- 2007 : Das große Hobeditzn : Josef
- 2007-2008 : Le Renard : rôles divers (2 épisodes)
- 2008 : Der Sushi Baron - Dicke Freunde in Tokio : Wilhelm
- 2008 : Siska : Nachbar (épisode Keine Gnade für Ronny Brack
- 2009 : Nichts als Ärger mit den Männern : Herr Schmidt
- 2009 : Franzi : Grasdanner (épisode Las Vegas)
- 2009 : Genug ist nicht genug : Bertl
- 2009 : Erntedank, Ein Allgäudrimi : Hausmeister in der Kartause
- 2011 : Fréquence Love : Opa Werner
- 2011 : Mord in bester Familie : August Westphal
- 2011 : Nord Nord Nord : Paul Behrendsen
- 2011 : Commissaire Brunetti : Bewohner Seniorenstift (épisode Das Mädchen seiner Träume)

## Doublage
- 1975 : Das Feuerrote Spielmobil : Gastwirt (épisode Das blaue Licht)
- 1975 : Arabian naitsu : Shinbaddo no Böken : Bakerman Salem
- 1979 : Cola, Candy, Chocolate : Juanto (non crédité)
- 1979 : Doctor Snuggles : Der Marmeladenbaum (3 épisodes)
- 1980 : Lucie, postrach ulice : Der kleine Friedrich (5 épisodes)
- 1982 : Les Confessions du chevalier d'industrie Félix Krull : Mr Machatschek
- 1990 : Petit Pierre au pays des rêves : Milchstraßenmann
- 1992 : Pico et Columbus : Le Voyage magique : Christophe Colomb (version allemande)
- 1992 : Sauerkraut : Bürgermiester Eberle
- 1994 : Astérix et les Indiens : Tumulus (doublage allemand)
- 1996 : Pepolino und der schatz der Meerjungfrau : le pirate à l'œil de verre
- 1999 : Astérix et Obélix contre César : Caius Bonus (interprété par Jean-Pierre Castaldi)
- 2001 : Sesamstraße : Ernie
- 2003 : Till l'Espiègle : Bäcker
- 2004 : Der Wixxer : Der Arsch mit der Ohren (non crédité)
- 2005 : Pettson och Findus 3 : Tomtemaskinen : Weihnachtsmann / Briefträger